# Dasymys
Dasymys — рід гризунів родини Мишевих, ендеміків Африки. Рід не дуже добре вивчений і його таксономія не ясна. Число видів і їх відносини були тільки попередньо визначені.

## Опис тварин
Тіло кремезне. Вони досягають довжина тіла 11-19 см, хвіст від 10 до 19 сантиметрів довжиною. Вага коливається між 50 і 150 грам. Шерсть густа, але не завжди довга і кошлата, забарвлення варіює від оливково-коричневого до темно-сірого кольору, низ, як правило, білуватий або світло-коричневого кольору. Майже голий хвіст, як правило, трохи коротший, ніж тіло. Вуха маленькі й круглі.

## Стиль життя
Фахівці проживання у водно-болотних угіддях, живуть в болотистих районах з вологою землею і густою рослинністю, в основному в болотах або очеретяних заростях, але іноді заходять в лісах або савани. Вміють плавати але не лазять по деревах. Ведуть нічний і самотній спосіб життя. Вони будують куполоподібні трав'яні гнізда, які часто пов'язані з до 2-метрів довжиною тунелями. Харчуються переважно водними рослинами; меншою мірою вони також беруть комах. Види є більш поширеними в північних регіонах на південь від Сахари, ймовірно, тому, що водно-болотні умови проживання погіршується в південних регіонах. Діапазон поширення простирається від Сенегалу та Ефіопії до ПАР.

## Види
- Dasymys alleni
- Dasymys cabrali
- Dasymys foxi
- Dasymys incomtus
- Dasymys montanus
- Dasymys nudipes
- Dasymys robertsii
- Dasymys rufulus
- Dasymys rwandae
- Dasymys shortridgei
- Dasymys sua